# Ambasciatori del Regno Unito presso l'Unione europea
L'ambasciatore del Regno Unito presso l'Unione europea è il principale rappresentante diplomatico del Regno Unito presso l'Unione europea e capo della missione del Regno Unito presso l'Unione europea (UKMis). Questo ruolo ha sostituito quello di rappresentante permanente presso l'Unione europea (UKREP) quando il Regno Unito ha lasciato l'Unione europea il 31 gennaio 2020.

## Lista degli ambasciatori

### Ambasciatore del Regno Unito presso l'Unione europea
- 2020–in carica: Sir Tim Barrow